# 西域都護府

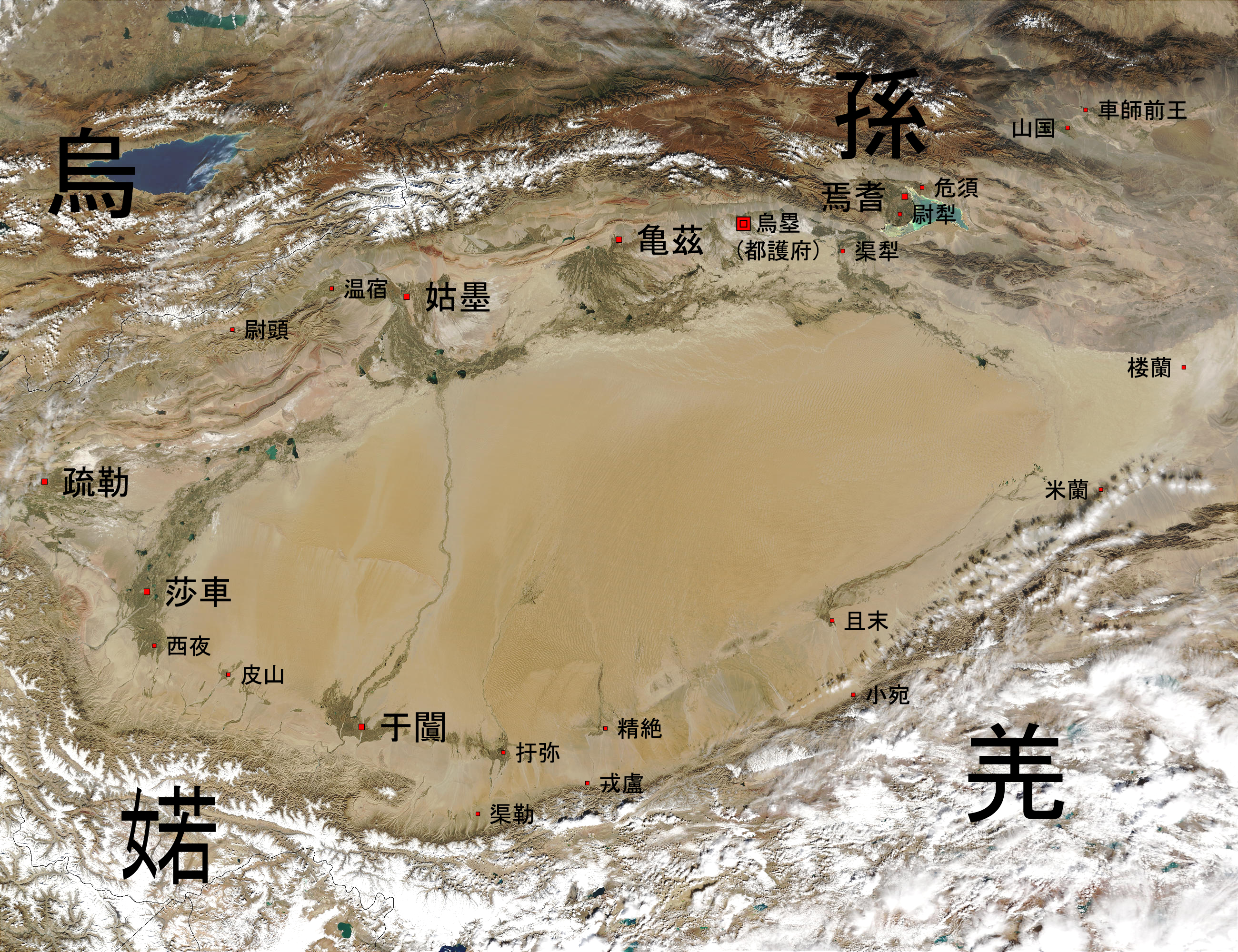
西域三十六国位置

西域都護是漢代西域最高军政长官。在西漢，都護是加在其他官號上的職稱，普遍由騎都尉或谏议大夫兼領，領二千石俸；東漢年間為單任官職。
西汉、新朝和东汉都设置过西域都护。西域都护驻地初在今新疆维吾尔自治区轮台县境内的乌垒城，后迁至今阿克苏地区境内的它乾城。

## 历史
在西域都護出现前，西域诸国役属于匈奴；匈奴于冒顿单于和老上单于在位期间（公元前209年－前161年）征服了西域，初期时以奴役方式统治西域诸国。其后匈奴设置僮僕都尉一职，该职为西部的日逐王先贤掸在狐鹿姑單于（公元前96年－前85年）在位时期前后时间所设置，其职责是在西域征收赋税。公元前60年至前59年前后，左部出身的日逐王与握衍朐鞮单于不和，遂率领其部属数万骑归顺汉朝；汉朝便在烏壘城设置西域都護，以取代僮仆都尉一职，将天山南部第一次置于汉廷的势力范围之下。西域不属汉朝郡县范围，与僮仆都尉不同的是，西域都護的职责主要以保护当地城邦国为主，因此西域都護并不像匈奴的僮仆都尉一样在西域有征收赋税的职责。
在对匈奴的战争取得重大胜利后，尤其是在张骞通西域、汉攻大宛之战之后，为西域此后纳入汉朝的势力范围创造有利条件，此时为保障西域通商之路的通畅，于是“自敦煌西至盐泽（今罗布泊），往往起亭。而轮台、渠犁皆有田卒数百人，置使者校尉领护，以给使外国者”，汉武帝开始在渠犁和轮台二地屯田以供应往返河西四郡的使者；此时丝绸之路南北两道的西域诸国仍役属于匈奴，诸国也必须向匈奴僮仆都尉交赋税。
西域都護一職初設於公元前60年（漢宣帝神爵二年），都護府設在烏壘城（今新疆维吾尔自治区巴音郭楞蒙古自治州轮台县）。具体城址有多个说法。西域都护设置后，结束了匈奴在西域长达百余年的支配与影响，将天山南部第一次置于中央朝廷的势力范围之下，郑吉被任命为首位都护。除了保护塔里木盆地和吐鲁番盆地的西域諸城各小國，都护也有“督察乌孙、康居诸外国”的责任，但这些外部的西域诸国不属汉朝势力范围内，《汉书·西域传》将这些诸外国列入监护名单外。郑吉之后，西汉时代担任西域都护职位的共有18位；已知姓名的共有10位。公元10年，新朝王莽与匈奴断绝关系后，匈奴大举攻入西域；公元13年焉耆王起兵斩杀由西汉任命的西域都护但钦，于是“西域亦瓦解”，新朝势力退出西域；公元16年，王莽以李崇为西域都护讨伐焉耆失败，李崇还保龟兹国；公元23年王莽死后“（李）崇遂沒，西域因絕”。
东汉时期，匈奴在西域征收重税，一些西域诸国向汉光武帝提出设置西域都护。东汉于公元74年重设西域都护，以陈睦为都护，但次年焉耆王廣和龟兹王建围攻西域都护，杀西域都护陈睦及吏士二千余人，遂罢西域都护；駐守車師後王部金蒲城的戊己校尉耿恭於隔年（75年）起力守疏勒城，直至建初元年（76年）率領十三將士歸玉門；公元91年，班超平西域，东汉遂以班超為西域都護，駐龜茲国境内的它乾城（今新疆维吾尔自治区阿克苏地区境内）；公元94年，班超斩焉耆王廣、尉黎王汎于前都护陈睦驻扎过的烏壘城，又于公元97年派甘英出使罗马帝国，公元102年班超回朝，任尚、段禧接任西域都护；至公元107年7月29日，因西域诸国反，龟兹国人叛白霸和东汉与羌的战争，“朝廷以其险远，难相应赴”，从此废置西域都护，北匈奴重新占领了西域。123年班勇收復西域，改置西域長史府。
十六国前凉建兴二十三年（335年）再次设置西域都护，治所在高昌（今新疆吐鲁番市东），历经前凉、前秦、后凉、北凉（段氏）、西凉、北凉（沮渠氏）沿置。

## 两次废置
西域都护的废置和匈奴的兴衰有一定关系；西域都护第一次废置是在公元10年，当时匈奴与新朝关系破裂，匈奴大擊北邊，而西域亦瓦解；焉耆國因离匈奴近，先反，杀西域都护。新朝西域都护被自己属国所杀后，匈奴遂重新占领西域，此后，匈奴在西域征收重税，而西域诸国“苦匈奴重敛”。第二次废置也是最后一次废置在公元107年，东汉虽成功镇压并保有龟兹国，但因西域政治的不稳定而最终废置西域都护，北匈奴收复西域。

## 历任西域都護
- 第一任 郑吉 前60年—前48年
- 第二任 韩宣 前48年—前45年
- 第三任 姓名不详 前45年—前42年
- 第四任 姓名不详 前42年—前39年
- 第五任 姓名不详 前39年—前36年
- 第六任 甘延寿 前36年—前33年
- 第七任 段会宗 前33年—前30年
- 第八任 廉褒 前30年—前27年
- 第九任 姓名不详 前27年—前24年
- 第十任 韩立 前24年—前21年
- 第十一任 段会宗 前21年—前18年
- 第十二任 姓名不详 前18年—前15年
- 第十三任 郭舜 前15年—前12年
- 第十四任 孙建 前12年—前9年
- 第十五任 姓名不详  前9年—前6年
- 第十六任 姓名不详  前6年—前3年
- 第十七任 姓名不详  前3年—1年
- 第十八任 但钦 1年—13年
- 第十九任 李崇 16年—23年
- 第二十任 陈睦 74年—75年
- 第二十一任 班超 91年—102年
- 第二十二任 任尚 102年—106年
- 第二十三任 段禧 106年—107年

## 备注
1. 1 2  巴音郭楞蒙古自治州轮台县境内的奎玉克协海尔古城遗址、卓尔库特古城遗址都被认为可能是乌垒城[9]
2. 1 2  阿克苏地区新和县的乌什喀特古城遗址被认为是它乾城。